# شهرستان قره‌قاش
شهرستان قره‌قاش (به اویغوری: قاراقاش ناھىيىسى) و یا شهرستان مویو (به چینی: 墨玉县، به پین‌یین: Mòyù Xiàn) یک واحد تقسیماتی در چین است که در ولایت ختن واقع شده‌است. شهرستان قره‌قاش ۲۵٬۶۶۷ کیلومتر مربع مساحت و ۵۷۷٬۳۹۱ نفر جمعیت دارد.
۹۸٪ جمعیت این شهرستان را ترکهای اویغور تشکیل می‌دهند.

## جمعیت
| ترکیب قومیتی شهرستان قره‌قاش | ترکیب قومیتی شهرستان قره‌قاش | ترکیب قومیتی شهرستان قره‌قاش | ترکیب قومیتی شهرستان قره‌قاش | ترکیب قومیتی شهرستان قره‌قاش |
| --------------------------- | --------------------------- | --------------------------- | --------------------------- | --------------------------- |
| قومیت                       | قومیت                       |                             | درصد                        | درصد                        |
| اویغور                      | اویغور                      |                             | ۹۷٫۷٪                       | ۹۷٫۷٪                       |
| هان                         | هان                         |                             | ۲٫۳٪                        | ۲٫۳٪                        |
| سایر                        | سایر                        |                             | ۰٫۰٪                        | ۰٫۰٪                        |
| منبع سرشماری جمعیت :        |                             |                             |                             |                             |

## تاریخچه
بین سال‌های ۱۸۸۳ میلادی و ۱۹۱۳ میلادی، تحت حاکمیت دودمان چینگ، «ولایت ختن» برای اولین بار تاسیس شد. منطقهٔ قره‌قاش 
در این ولایت قرار داشت.
در سال ۱۹۱۳ میلادی، با تاسیس جمهوری چین (۱۹۴۹–۱۹۱۲)، این ولایت منحل شده. ۱۲ شهرستان با هم یکی شده و ولایت کاشغر را تاسیس کردند. ۴ تا از این ۱۲شهرستان، شامل اراضی تشکیل دهندهٔ ولایت ختن امروزی هستند، منجمله شهرستان ختن که در آن زمان اراضی قره‌قاش را نیز شامل می شد.
در همین سال، سال ۱۹۱۳ میلادی، شهرستان ختن تقسیم شده و از بخشی از اراضی آن، شهرستان قره‌قاش تاسیس شد.
در سال ۱۹۲۰ میلادی، ولایت ختن، شامل ۶ شهرستان ختن، کرییه، گوما، لوپ، قره‌قاش، و کارگیلیک تاسیس شد.
در سالهای ۱۹۳۳ و ۱۹۳۴ میلادی، در منطقهٔ کاشغر که در آن زمان شامل ولایت خودمختار قزل‌سو قرقیز نیز می‌شد، در طی شورشی علیه حکومت استانی وفادار به جمهوری چین، کشور جدیدی به طول دو سال با نام جمهوری اسلامی ترکستان شرقی اعلام شده بود. در منطقهٔ ختن نیز، کشوری با نام «امارت اسلامی ختن» اعلام شد.
بین سال‌های ۱۹۳۴ تا ۱۹۳۷ میلادی، منطقهٔ ختن تحت سلطهٔ جنگ‌سالاران هوئی (مسلمانان چینی‌تبار) بود، در حکومتی که اصطلاحا با نام «دونگانستان» از آن یاد می شود. (در منابع روسی، هوئی‌ها را دونگان می نامند)
بین سالهای ۱۹۵۴ و ۱۹۵۶ میلادی، «ولایت خودمختار جنوب سین‌کیانگ» (مشابه ولایت خودمختار ایلی قزاق) با تحت مدیریت داشتن ولایات کاشغر، یارکند، آق‌سو، ختن، و ولایت خودمختار قزل‌سو قرقیز ایجاد شد.
در فوریه سال ۲۰۱۶، با جدایی از اراضی تحت مدیریت شهرستان‌های قره‌قاش، گوما، و چیرا، شهر قروم‌قاش/کونیو به عنوان شهر وابسته به بینگتوان و «شهر تابع مستقیم منطقه خودمختار» تاسیس شده، از تابعیت ولایت ختن در آمده، و مستقیما در تابعیت اداری منطقه خودمختار سین‌کیانگ قرار گرفت.
در ژانویه سال ۲۰۱۸، اراضی جدیدی از شهرستان کرییه جدا شده و ضمیمهٔ شهر قروم‌قاش شدند.
در دسامبر سال ۲۰۱۹، اراضی جدیدی به مساحت ۱۰۳۹ کیلومتر مربع از شهرستان‌های قره‌قاش، گوما، چیرا، و کرییه جدا شده و ضمیمهٔ شهر قروم‌قاش شدند.

## تقسیمات اداری
شهرستان قره‌قاشمتشکل از ۵ شهرک و ۱۱ قصبه است.
بر خلاف شهرستان که نام اویغوری آن «قره‌قاش» و نام چینی آن «مویو» است، شهرک اصلی و مرکز اداری این شهرستان در هر دو زبان رسمی، با نام «قره‌قاش» شناخته می شود. 
- شهرک قره‌قاش (به اویغوری: قاراقاش بازىرى)(به چینی:‌ 喀拉喀什镇، به پین‌یین: Kālākāshí Zhèn)
- شهرک زاوا (به اویغوری: زاۋا بازىرى)(به چینی:‌ 扎瓦镇، به پین‌یین: Zhāwǎ Zhèn)
- شهرک کویا(به اویغوری: كۇيا بازىرى)(به چینی:‌ 奎牙镇، به پین‌یین: Kuíyá Zhèn)
- شهرک قره‌سای (به اویغوری: قاراساي بازىرى)(به چینی:‌ 喀尔赛镇، به پین‌یین: Kā'ěrsài Zhèn)
- شهرک پورچاقچی (به اویغوری: پۇرچاقچى بازىرى)(به چینی:‌ 普恰克其镇، به پین‌یین: Pǔqiàkèqí Zhèn)
- قصبه آقسارای (به اویغوری: ئاقساراي يېزىسى)(به چینی: 阿克萨拉依乡، به پین‌یین: Ākèsàlāyī Xiāng)
- قصبه اورچی (به اویغوری: ئۇرچى يېزىسى)(به چینی:‌ 乌尔其乡، به پین‌یین: Wū'ěrqí Xiāng)
- قصبه توخولا (به اویغوری: توخۇلا يېزىسى)(به چینی:‌ 托胡拉乡، به پین‌یین: Tuōhúlā Xiāng)
- قصبه سایباغ (به اویغوری: سايباغ يېزىسى)(به چینی:‌ 萨依巴格乡، به پین‌یین: Sàyībāgé Xiāng)
- قصبه جهان‌باغ (به اویغوری: جاھانباغ يېزىسى)(به چینی:‌ 加汗巴格乡، به پین‌یین: Jiāhànbāgé Xiāng)
- قصبه مانگلای (به اویغوری: ماڭلاي يېزىسى)(به چینی:‌ 芒来乡، به پین‌یین: Mánglái Xiāng)
- قصبه قوچی (به اویغوری: قوچى يېزىسى)(به چینی:‌ 阔依其乡، به پین‌یین: Kuòyīqí Xiāng)
- قصبه یاوه (به اویغوری: ياۋا يېزىسى)(به چینی:‌ 雅瓦乡، به پین‌یین: Yǎwǎ Xiāng)
- قصبه تووت (به اویغوری: تۈۋەت يېزىسى)(به چینی:‌ 吐外特乡، به پین‌یین: Tǔwàitè Xiāng)
- قصبه ینگی‌یئر (به اویغوری: يېڭىيەر يېزىسى)(به چینی:‌ 	英也尔乡، به پین‌یین: Yīngyě'ěr Xiāng)
- قصبه کاواک (به اویغوری: كاۋاك يېزىسى)(به چینی:‌ 喀瓦克乡، به پین‌یین: Kāwǎkè Xiāng)